# Giuseppe De Primo
Giuseppe De Primo (* Sizilien; † unbekannt) war ein italo-amerikanischer Gangster und Mitglied der Black Hand Gang in New York City. Bekanntheit erlangte er durch seine maßgebliche Beteiligung an einem bedeutenden Falschgeld-Verbrechen, das als „Morristown Fives“ in die Kriminalgeschichte eingegangen ist.

## Biografie
Giuseppe De Primo betrieb in New York ein Lebensmittelgeschäft, war aber auch Mitglied der Black Hand Gang in New York City und insbesondere in die Falschgeldaktivitäten der Gruppe verwickelt.
So war es De Primo, der am 3. Dezember 1902 nach einem Tipp durch den Secret Service aufgespürt und zusammen mit Giuseppe Guillambardo und Isadore Crose in der Main Street verhaftet wurde. In seinem Besitz wurden gefälschte 5-US-Dollar-Noten gefunden, die mit Hilfe einer Platte produziert worden waren, die aus der National Iron Bank in Morristown gestohlen worden war. Der Gesamtvorfall ging als „Morristown Fives“ in die US-amerikanische Kriminalgeschichte ein.
Seine beiden Begleiter sagten als Zeugen gegen ihn aus, De Primo wurde am 12. März 1903 vor Gericht gestellt und später zu fünf Jahren Haft in Sing Sing verurteilt.
Am 14. April wurde sein Schwager Benedetto Madonia tot aufgefunden. Die Leiche war in ein Fass (engl.: „Barrel“) gesteckt worden, weshalb dieser Fall auf Grund seiner unappetitlichen Umstände (Benedetto war erstochen und sein Geschlechtsteil befand sich in seinem Mund) als „Barrel Murder“ bekannt wurde. Der Polizeiagent Joseph Petrosino besuchte daraufhin De Primo im Gefängnis, um ihn zur Aussage gegen die Black Hand Gang, die Unione Siciliana bzw. die dahintersteckende Morello-Familie zu bewegen, was ihm offenbar gelang.
Die New Yorker Polizei verhaftete neun Verdächtige: Giuseppe Morello, Ignazio Saietta, Giuseppe Fontano, Tony Genoa, Giuseppe Favarro, Giovanni Pecoraro, Vito Lo Baido, Vito Cascio Ferro und Tomasso Petto, konnte ihnen aber nichts nachweisen. Dabei wurde (durch Petrosini) entdeckt, dass Vito Cascio Ferro und Paulo Marchese, ein weiterer Verdächtiger, der sich als Paul Di Cristina ausgegeben hatte, illegal in die USA eingereist waren. Bevor sie jedoch abgeschoben werden konnten, flüchteten beide nach New Jersey.
Als De Primo 1908 aus der Haft entlassen wurde, ging er sofort nach Pennsylvania und tötete dort Tomasso Petto als Rache für den Mord an seinem Schwager. Er wurde nach Sizilien abgeschoben. Die Black Handers beauftragten daraufhin Vito Laduca, ein Ex-Mitglied der Bande, der 1903 ebenfalls nach Sizilien zurückgekehrt war, mit dem Mord an De Primo. Es war dann allerdings die Leiche Laducas, die von Kugeln durchsiebt in Sizilien aufgefunden wurde.
Vom weiteren Schicksal De Primos ist nichts bekannt.

## Nachtrag
1909 gelang es dem Secret Service dann doch, den gesamten Falschgeldring zu zerschlagen. Am 26. Januar 1910 begann der Prozess, und am 19. Februar 1910 wurde das Urteil gefällt: Ignazio Saietta erhielt 30 Jahre und eine Geldstrafe von 1.000 US-Dollar, sein Schwager Giuseppe Morello 25 Jahre und 1.000 US-Dollar Geldstrafe. Die weiteren Mittäter: Giuseppe Calicchio, 17 Jahre, 600 US-Dollar Strafe; Giuseppe Palermo, 18 Jahre, 1.000 US-Dollar Strafe; Nicola Sylvestro, Cantonio Cecala, Vincenzo Giglio und Salvatore Cina je 15 Jahre und 1.000 US-Dollar Geldstrafe. Außerdem werden Saietta und Morello in ein Arbeitslager nach Atlanta gebracht. Die Hälfte der Strafen wurde wegen des „Morristown Fives“-Falls verhängt, der Grund für die andere Hälfte war die Fortsetzung der Falschgeldverbreitung mit neuer Produktion und Hilfe der sizilianischen Mafia.